# Microsonda elettronica

Un microanalizzatore a sonda elettronica "Microscan" della Cambridge Scientific Instrument Company basato su un progetto di David Wittry. Questo modello è ospitato presso il Cambridge Museum of Technology

Una microsonda elettronica, in inglese conosciuta come electron microprobe (EMP) o electron probe microanalyzer (EPMA) o ancora electron micro probe analyzer (EMPA) è uno strumento utilizzato per stabilire la composizione chimica di una piccola quantità di una sostanza solida in maniera non distruttiva. Il suo funzionamento è analogo a quello di un microscopio elettronico a scansione: il campione è bombardato con un fascio di elettroni e questo emette raggi X ad una lunghezza d'onda caratteristica dell'elemento analizzato. Questo permette di determinare l'abbondanza degli elementi presenti in un campione di piccole dimensioni (solitamente 10-30 micrometri cubici). La microsonda elettronica, permette di misurare la concentrazione degli elementi compresi fra il boro e il plutonio fino a livelli di 100 parti per milione (ppm). Ulteriori sviluppi della tecnologia (per esempio il Cameca SX100 dotato di cinque grandi cristalli PET per l'analisi di elementi in traccia) permettono di misurare concentrazioni a partire da circa 10 ppm.

## Storia
Lo sviluppo della sonda elettronica fu preceduto da quello della spettrofotometria XRF che presenta molte analogie. Questa tecnologia fu proposta da Georg von Hevesy  nel 1923 e messa in pratica da altri negli anni seguenti.
Nel 1944 il MIT costruì una microsonda elettronica combinando un microscopio elettronico ed uno spettroscopio elettronico a perdita di energia (EELS). La spettrometria a perdita di energia di elettroni è ottima per l'analisi di elementi leggeri e si ottennero spettri di radiazione C-Kα, N-Kα e O-Kα. Nel 1947 Hiller brevettò l'idea di usare un fascio di elettroni per ottenere raggi X da essere analizzati ma non arrivò a costruire un modello funzionante. Il suo progetto proponeva di usare la diffrazione di Bragg ottenuta con un cristallo piatto per selezionare raggi X di una determinata lunghezza d'onda ed una lastra fotografica come rivelatore.
Fra il 1948 ed il 1950 Raymond Castaing, con la supervisione di André Guinier, costruì la prima "microsonde électronique" all'Università di Parigi. Questa microsonda produsse un fascio di elettroni di diametro 1-3 µm con una corrente di fascio di ~10 nanoampere (nA) ed utilizzava un contatore Geiger per rivelare i raggi X prodotti dal campione. Il contatore Geiger non permetteva di distinguere i raggi X prodotti da specifici elementi pertanto Castaing aggiunse un cristallo di quarzo tra il campione ed il rilevatore per discriminare le diverse lunghezze d'onda. Egli inoltre aggiunse un microscopio ottico per vedere il punto d'impatto del fascio. Questa microsonda fu descritta nella tesi di laurea di Castaing del 1951 con la quale egli pose le basi della teoria e dell'applicazione dell'analisi quantitativa mediante microsonda elettronica stabilendo così la costruzione teorica necessaria per le correzioni della matrice di assorbimento e per gli effetti di fluorescenza. Castaing (1921-1999) è considerato il padre dell'analisi con la microsonda elettronica.
La Cameca (Francia) produsse la prima microsonda commerciale, la "MS85", nel 1956. Presto seguirono molti altri modelli di microsonda prodotti da altre aziende che però, con l'eccezione della stessa Cameca e della JEOL, in seguito cessarono l'attività. Oltre ai modelli commerciali, molti ricercatori costruirono microsonde elettroniche nei loro laboratori. Con gli anni vennero introdotte alcune migliorie tra cui la scansione del fascio elettronico per generare mappe a raggi X (1960), l'aggiunta di rilevatori a stato solido EDS (1968) e lo sviluppo di cristalli sintetici per la diffrazione multilivello per analizzare gli elementi della luce (1984).

## Come funziona
Un fascio di elettroni è diretto verso il campione. Ogni elemento del campione colpito dal fascio emette raggi X ad una frequenza caratteristica; i raggi X possono essere rilevati da una microsonda elettronica.  Il diametro del fascio di elettroni determina il compromesso fra risoluzione e tempo di scansione.

### Descrizione dettagliata
Gli elettroni a bassa energia sono prodotti da un filamento di tungsteno o da un catodo di cristallo di esaboruro di lantanio ed accelerati da un anodo da 3keV a 30keV. La placca dell'anodo ha un'apertura centrale e gli elettroni che vi passano attraverso sono collimati e focalizzati da una serie di lenti magnetiche e di aperture. Il fascio di elettroni risultante (di diametro di circa 5-10 micrometri) può scandire il campione od essere usato in maniera puntuale per ottenere vari effetti dal campione. Tra gli effetti che si possono ottenere vi sono: l'eccitazione dei fononi (riscaldamento), la catodoluminescenza (fluorescenza in luce visibile), radiazione X continua (bremsstrahlung), radiazione X caratteristica, elettroni secondari (produzione di plasmoni), produzione di elettroni retrodiffusi (backscattering) e produzione di emissione Auger.
I raggi X caratteristici sono usati per l'analisi chimica. Raggi X di lunghezza d'onda specifica sono selezionati e contati con un rilevatore a dispersione di lunghezza d'onda (WDS) o a dispersione di energia (EDS). Un rilevatore WDS utilizza la diffrazione di Bragg ottenuta con un cristallo per selezionare le lunghezze d'onda d'interesse e le dirige verso un rilevatore a flusso di gas o sigillato. Il rilevatore di tipo EDS usa un rilevatore a stato solido a semiconduttore per raccogliere i raggi X di ogni lunghezza d'onda prodotti dal campione. Il rilevatore EDS permette di ottenere più informazione e richiede un tempo minore mentre quello WDS permette una precisione maggiore perché ha una risoluzione migliore dei picchi di raggi X.
La composizione chimica è determinata comparando le intensità dei raggi X caratteristici ottenuti dal campione con quelli di campioni di composizione nota. I valori ottenuti dal campione devono essere corretti per l'effetto matrice (assorbimento della radiazione e fluorescenza secondaria) per avere una composizione chimica quantitativa. L'informazione sulla composizione chimica risultante va considerata nell'ambito della superficie. Le variazioni della composizione chimica nel materiale (zone) come la grana di un minerale o di un metallo possono essere determinate facilmente.
L'informazione sulla composizione chimica è raccolta da un volume (volume di generazione dei raggi X) di 0,3-3 micrometri cubi.

## Utilizzi

### Scienza dei materiali ed ingegneria
Questa tecnica è utilizzata comunemente per analizzare la composizione chimica di metalli, leghe, ceramiche e vetri. È particolarmente utile per stabilire la composizione di particelle individuali o grani e variazioni di composizione nella scala di pochi micrometri fino a qualche millimetro. La microsonda elettronica è usata ampiamente per la ricerca, il controllo della qualità e l'analisi dei guasti.

### Mineralogia e petrologia
Questa tecnologia è la più usata dai mineralogisti e dai petrologi. La maggior parte delle rocce è un aggregato di piccoli granuli di minerali diversi. Questi granuli possono conservare informazioni sulla chimica dei processi di formazione e di alterazione successivi. Queste informazioni possono spiegare vari processi geologici come la cristallizzazione, la litificazione, processi vulcanici, metamorfici, di orogenesi e tettonica a placche. È utilizzata anche per studi sulle rocce extraterrestri (per esempio i meteoriti e quindi indagare sull'evoluzione di pianeti, asteroidi e comete.
La variazione della composizione chimica dal centro (nucleo) alla superficie di un minerale permette di ottenere informazioni sulla storia della formazione dei cristalli tra cui la temperatura, la pressione e la chimica del materiale circostante. I cristalli di quarzo, per esempio, includono una quantità piccola, ma misurabile, di titanio nella loro struttura in funzione della temperatura, della pressione e della quantità di titanio presente nell'ambiente in cui si sono formati. Cambiamenti di questi parametri sono registrati grazie al titanio durante la crescita del cristallo.

### Paleontologia
In alcuni fossili in eccezionale stato di conservazione, come quelli di Burgess shale, possono preservarsi alcune parti molli dell'organismo. Dal momento che questi fossili solitamente sono compressi in uno strato bidimensionale, può essere difficile effettuare delle analisi: un esempio famoso è quello del fossile di Opabinia nel quale erano presenti delle appendici triangolari che non era chiaro se fossero zampe od estensioni dell'apparato digerente. L'analisi chimica mostrò che la composizione era simile a quella dell'apparato digerente suggerendo quindi la seconda ipotesi. A causa della natura degli strati di carbonio, possono essere applicati solo basse tensioni (5-15V) per l'analisi di questi campioni.